# Liste der Monuments historiques in This
Die Liste der Monuments historiques in This führt die Monuments historiques in der französischen Gemeinde This auf.

## Liste der Objekte
| Bezeichnung | Beschreibung                                          | Standort                       | Kennzeichnung | Schutzstatus | Datum | Bild |
| ----------- | ----------------------------------------------------- | ------------------------------ | ------------- | ------------ | ----- | ---- |
| Monstranz   | Metall, versilbert, erste Hälfte des 19. Jahrhunderts | in der Kirche St-Pierre (Lage) | PM08001138    | Inscrit      | 1978  |      |